# CW del Lleó
CW del Lleó (CW Leonis) és el nom de l'estel de carboni més conegut i estudiat. Es troba a la constel·lació del Lleó. Encara que visualment és un estel molt tènue, és, després d'Eta Carinae, l'objecte extrasolar més brillant del cel en longitud d'ona de 10 μm, ja que emet la major part de la seva energia com a radiació infraroja. Es troba aproximadament a 490 anys llum del sistema solar.
De tipus espectral C9.5e o CV7, CW del Lleó mostra una relació entre els continguts de carboni i oxigen d'1,4. Té una temperatura superficial de tan sols 1.915 K i és una supergegant el radi de la qual és 826 vegades més gran que el radi solar. La seva lluminositat bolomètrica és 17.000 major que la lluminositat solar.
Com altres estels semblants, CW del Lleó perd massa estel·lar a un fort ritme; cada any perd l'equivalent a 3,3 × 10-5 masses solars. S'hi troba embolcallada per una closca de gas i pols formada per material arrossegat pel vent estel·lar. En la closca s'han detectat, entre altres elements, carboni, nitrogen, oxigen, silici, ferro i també aigua. Hom pensa que és un rar cas de nebulosa protoplanetària, un sistema en una primera fase d'evolució cap a una nebulosa planetària. En el transcurs dels propers 10.000 - 30.000 anys, CW Leonis morirà deixant després una nebulosa planetària i una nana blanca.
Com a estel variable, CW del Lleó és una variable Mira amb un període de 630 dies la lluentor de la qual varia entre magnitud aparent +10,96 i +14,8.